# Separación de las aguas y la tierra
La Separación de las aguas y la tierra es el nombre del tercer fresco que realizó Miguel Ángel en la bóveda de la Capilla Sixtina.

## Descripción
Este fresco es de los menos conocidos de los que pintó Miguel Ángel en la Capilla Sixtina. Aun así, goza de gran aceptación por la maestría de su realización a pesar de su simplicidad.
En él aparece Dios con las manos levantadas, admirando su Creación, comprobando que todo esté bien y que no haya ningún desperfecto. Más bien, el título del fresco debería ser "La contemplación de la Creación", aunque se le dio el nombre más bien porque a la izquierda del fresco se ve una mancha azul, que podría ser el mar.
Nuevamente, aparece Dios con su túnica rosada. Junto a Él aparecen dos ángeles a su derecha. Uno está escondido, sólo se ve su rostro apenas definido en la penumbra.
El otro se agarra de la pierna de Dios y voltea con cautela para ver lo que hay atrás de ellos.
A la izquierda de Dios, hay otro ángel que aparece medio tapado por el cuerpo del Creador.
Las manos grandes y poderosas de Dios causan gran impresión y dan sensación de respeto.
Son las manos con las que el hombre será creado en poco tiempo.